# 暦学

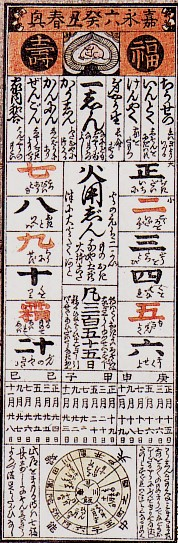

暦学（れきがく）は、もともと天文学の古い言い方。天文学が、暦を編むために研究されていたからである。暦に関する理論や実際の計算・作成技術について研究する天文学の一分野である暦算天文学（れきさんてんもんがく）の略称としても使われる。ただし、古くから暦学の一部とされてきた暦注については、今日では占星術に属するものとされており、科学とは分けられている。暦学・暦法の研究家は暦法家（れきほうか）という。

## 概要
古代文明においては、古代エジプトで発達したとされている太陽暦が、古代ローマのユリウス暦を経てヨーロッパで採用され、今日の世界においても広く採用されているグレゴリオ暦のルーツとなったが、実際に太陽暦を用いた文明は他にマヤ文明など少数に属し、古代中国・古代メソポタミア・古代ギリシャなどでは太陰太陽暦が採用されていた。太陰太陽暦は新月の日（朔日）が1日・満月の日が15日となり、再び新月になった時点でその月が終わるという一見すると分かりやすい暦ではあったが、その一方で平均朔望月が29.5306日に対して、平均太陽年は365.2422日であり、実際の1年間に月は12.3683回満ち欠けを繰り返す計算となり、その調整のために何年に1度か特別に閏月を挿入して1年を13ヶ月として調整する必要が生じたが、そのタイミングを定める規則（置閏法）の決定には複雑な計算を要した。そのために、より実際の1年間とのずれを最小限に留めるために暦法が研究され、度々新しい暦法に基づく改暦も行われた。改暦の権限は君主の支配権のうちの重要な要素の1つと考えられ、特に中国では観象授時思想により、皇帝が「時を支配する」存在として位置づけられていた。初期の頃には平均朔望月や平均太陽年の正確な（あるいはそれに近い）数値が明らかではなかったために、混乱が生じたが、ヨーロッパの太陽暦ではユリウス暦以後、太陰太陽暦については古代ギリシアではメトン周期の発見（紀元前433年）以後、中国では遅くても秦漢統一帝国の頃には19年に7回の割合で閏月を入れるという19年7閏法が確立される事となった。中国では改暦の度にその暦法の沿革を記した「暦儀」、置閏法などの計算方法を示した「暦経」、使用数表である「立成」の3種の書物からなる暦書が編纂され、後には日本にもこうした暦書の形式で暦学・暦法が伝えられることとなる。
なお、日本においては、百済の僧侶・観勒が中国の暦法を伝来したとされているが、日本における暦法（暦道）は中国から伝来した暦を必要に応じて調整したり暦注を加える事に留まった。日本独自の暦（和暦）が作成されるようになるのは、17世紀末期に作成された貞享暦が最古であり、グレゴリオ暦採用までのわずか200年ほどの間に宝暦暦・寛政暦・天保暦のあわせて4つの暦が作成されている。
グレゴリオ暦の暦年でも約3320年に1日の割合で暦と季節がずれる。このため、フランス革命暦・世界暦などの改定案が出された事もあるが現状では早急なグレゴリオ暦の改暦を必要とする状況ではないと考えられ、イスラム暦（太陰暦）などを用いている地域を除いては、暦学（暦算天文学）はほとんど研究する分野のない学問分野になりつつある。しかし、その成果は位置天文学などに引き継がれている。